# Parigi-Bruxelles 2010
La Parigi-Bruxelles 2010, novantesima edizione della corsa, valida come evento dell'UCI Europe Tour 2010 categoria 1.HC, si svolse l'11 settembre 2010 su un percorso di 218,5 km. Fu vinta dallo spagnolo Francisco Ventoso, che terminò la gara in 4h 59' 00" alla media di 43,846 km/h.
Furono 176 i ciclisti che portarono a termine la competizione.

## Ordine d'arrivo (Top 10)
| Pos. | Corridore          | Squadra       | Tempo    |
| ---- | ------------------ | ------------- | -------- |
| 1    | Francisco Ventoso  | Carmiooro     | 4h59'00" |
| 2    | Romain Feillu      | Vacansoleil   | s.t.     |
| 3    | Stefan van Dijk    | Verandas Wil. | s.t.     |
| 4    | Paul Martens       | Rabobank      | s.t.     |
| 5    | Jens Keukeleire    | Cofidis       | s.t.     |
| 6    | Enrico Rossi       | Cer. Flaminia | s.t.     |
| 7    | Tom Veelers        | Skil-Shimano  | s.t.     |
| 8    | Roy Curvers        | Skil-Shimano  | s.t.     |
| 9    | Alexander Kristoff | BMC           | s.t.     |
| 10   | Edwig Cammaerts    | Lotto-Bodysol | s.t.     |